# Dolatettix arcuatus
Dolatettix arcuatus är en insektsart som först beskrevs av Wilhem de Haan 1842.  Dolatettix arcuatus ingår i släktet Dolatettix och familjen torngräshoppor. Inga underarter finns listade i Catalogue of Life.